# Michael Carrick
Michael Carrick (Wallsend, 28 de julio de 1981) es un exfutbolista y entrenador inglés. Fue titular habitual en el Manchester United durante una década y uno de los jugadores más destacados en la historia de la Premier League. Jugaba de mediocentro y, en menor medida, de defensor central. Entre sus características, se encontraban las intercepciones y distribución del balón. Desde 2018 hasta 2021, fue segundo entrenador del Manchester United. Actualmente se encuentra sin club tras abandonar el Middlesbrough F. C. de la EFL Championship de Inglaterra.
Comenzó su carrera en el West Ham United en 1997 y dos años después ganó la Copa FA Juvenil. En su primera temporada fue cedido dos veces, al Swindon Town y al Birmingham City, y en el año 2000 se estableció en el primer equipo. En 2003, el club descendió a segunda división y, en la siguiente campaña, Carrick figuró en el Equipo del año de la PFA. En el West Ham jugó más de 150 partidos hasta 2004, cuando fue transferido al rival londinense, el Tottenham Hotspur, por unas 3,5 millones de libras. Allí, tuvo un destacado paso que desembocó en su fichaje por el Manchester United en 2006, por dieciocho millones de libras.
En su primera temporada, disputó más de cincuenta encuentros y fue una pieza clave en la obtención de la liga. En la siguiente campaña, formó parte de la victoria en la Liga de Campeones, en cuya final jugó los 120 minutos y anotó en la tanda de penales. A esto se sumó el bicampeonato de Premier League y el doblete nacional-continental. Con la obtención de la Liga Europa de la UEFA en 2017, se hizo acreedor de todos los títulos domésticos y europeos a nivel de clubes.
Fue internacional en las categorías sub-18, sub-21, la selección B y la absoluta, donde realizó su debut en 2001 y disputó 34 partidos. Su paso por la selección no tuvo mayor trascendencia, lo que se le ha adjudicado a la calidad de los mediocentros de su generación, Steven Gerrard y Frank Lampard. Fue convocado a los campeonatos mundiales de 2006 y 2010.

## Carrera como futbolista

### West Ham United
En sus inicios, Carrick tuvo dificultades en su juego porque, según dijo el entrenador Harry Redknapp, su físico cambió abruptamente —creció veinte centímetros en un corto período de tiempo, lo que le causó problemas en las rodillas— y durante dos temporadas sufrió constantes lesiones. Sin embargo, Redknapp aclaró que «una vez que terminó de crecer, no quedó ninguna duda [sobre él]». En 1999, el equipo ganó la Copa FA Juvenil tras derrotar en la final al Coventry City por 9-0. El 24 de julio, cuatro días antes de cumplir dieciocho años, el jugador realizó su debut profesional en un partido contra el F. C. Jokerit, en una de las rondas iniciales de la Copa Intertoto de la UEFA. Disputó su primer encuentro de Premier League el 28 de agosto, en una victoria por 3-0 ante el Bradford City en Valley Parade, donde ingresó en el segundo tiempo en lugar del defensa central Rio Ferdinand. Unos meses más tarde, para que ganara experiencia, lo cedieron al Swindon Town de la Football League First Division, donde debutó el 12 de noviembre en un empate sin goles con el Norwich City. En su corto paso, jugó seis partidos de liga, tuvo un buen rendimiento y marcó dos tantos: al Charlton Athletic, el 23 de noviembre, y al Walsall, el 18 de diciembre. A pesar de los malos resultados, que más tarde determinarían el descenso a Second Division, concluyó que la experiencia le dio determinación para no volver a jugar en un entorno como ese.
En enero de 2000, regresó al West Ham y jugó los partidos de liga contra el Newcastle United, su debut como titular, y el Leicester City. Después de esto, se marchó a préstamo al Birmingham City, donde el 27 de febrero disputó un encuentro de First Division contra el Ipswich Town, que terminó 1-1 y empezó entre los once iniciales. En la siguiente jornada, ingresó en el minuto 84 por Graham Hyde en una victoria por 3-0 al West Bromwich Albion. Volvió al West Ham a finales de temporada, jugó cuatro partidos y el 22 de abril marcó su primer gol, en una victoria por 5-0 ante el Coventry City. El club lo galardonó como Jugador joven del año. En la campaña 2000-01, se consolidó en el primer equipo, disputó 39 partidos, anotó un gol y dio tres asistencias. Ese tanto se lo hizo al Aston Villa el 9 de diciembre de 2000, en un empate 1-1 por Premier League. En cuanto a los aspectos de su juego, tuvo altos registros en pases exitosos y quites de balón, debido a que actuaba de pivote cuando Joe Cole y Frank Lampard atacaban, lo que resaltó su «incuestionable ética profesional», según escribió Rupert Webster en Sky Sports. Por esta progresión, se le mejoró el contrato, que lo mantenía en el club hasta 2005. El 20 de abril de 2001, fue nominado al premio PFA al jugador joven del año, que el centrocampista del Liverpool Steven Gerrard terminó llevándose. Carrick ganó por segunda vez consecutiva el premio al Jugador joven del año y también fue galardonado como Jugador con mayor progreso del año.
En la temporada 2001-02, tras la salida de Lampard y la temprana lesión de Cole, su importancia en el equipo aumentó. Disputó 31 encuentros y marcó dos goles, el primero de ellos al Blackburn Rovers el 14 de octubre, en una derrota por 7-1 en la novena jornada de liga. Diez días después, por la misma competición le anotó desde casi veinte metros al Chelsea, en una victoria por dos goles contra uno. Con respecto a su jugador, el entrenador Glenn Roeder dijo: «[Carrick] es un centrocampista moderno. Puede jugar en corto, en largo, con la pierna derecha, con la izquierda, y es casi imposible de parar. A medida que avance la temporada, su influencia en el equipo aumentará». El 30 de enero, durante un partido frente al Southampton sufrió una lesión en la ingle, por lo que debió someterse a una operación y estuvo seis semanas sin jugar. Su vuelta se produjo el 16 de marzo, en una derrota de local contra el Manchester United por 5-3 en la que fue titular.
En la siguiente campaña, a pesar de que en su plantel había futbolistas internacionales con su selección y otros muy prometedores, el West Ham United descendió. Carrick disputó 32 partidos y le marcó un tanto al Tottenham Hotspur el 1 de marzo de 2003, en un encuentro de Premier League que finalizó 2-0. Si bien muchos de sus compañeros abandonaron el club, el jugador se quedó para disputar la First Division. En la temporada 2003-04, jugó 39 encuentros y anotó un gol en un empate 3-3 con el Sheffield United el 17 de enero. El 9 de mayo, el equipo empató con el Wigan y finalizó en zona de eliminación directa. En la ida de la semifinal, donde el Ipswich Town los derrotó por 1-0, Carrick tuvo una oportunidad para marcar en el minuto 79, mediante un tiro libre. En la vuelta, que se jugó en Boleyn Ground el 18 de mayo, ganaron por dos tantos contra cero. En la final se enfrentaron ante el Crystal Palace, que los venció por 1-0 en un partido donde Carrick, de acuerdo con los puntajes de BBC Sport, tuvo una actuación regular. El jugador integró el premio PFA al equipo del año de First Division y quedó segundo en el galardón del club al Jugador del año.

### Tottenham Hotspur
Después de un año en First Division, Carrick fue el último de los jugadores de renombre del West Ham en marcharse, y explicó que «no se sentía capaz de jugar en segunda división mucho más tiempo». Se lo vinculó con varios clubes de Inglaterra y, en agosto de 2004, firmó con el Tottenham Hotspur, que pagó alrededor de 3,5 millones de libras por él. Disputó un partido y anotó un gol con la reserva, y el 14 de septiembre se lesionó el tobillo en un entrenamiento, a lo que se sumó una leve tendinitis rotuliana. Su debut en el primer equipo se produjo el 18 de octubre en una derrota contra el Portsmouth, donde ingresó en la segunda parte en reemplazo de Michael Brown. En los primeros meses, Jacques Santini le dio pocas oportunidades y se comenzó a especular que el ficharlo no fue una decisión del entrenador, sino del director deportivo Frank Arnesen, algo que el jugador confirmó años después. De todos modos, cuando Martin Jol sustituyó a Santini, las participaciones de Carrick en el equipo aumentaron.
| Últimamente, Carrick ha mostrado una condición física estupenda con los spurs. Con esa forma que tiene el geordie y el impulso que les da desde el centro del campo, no es coincidencia que el club de White Hart Lane esté disfrutando una de sus mejores temporadas en años. —Jonathan Stevenson en BBC Sport, 3 de mayo de 2006. |

Realizó su debut como titular el 9 de noviembre, en una victoria por tres goles contra cero sobre el Burnley por cuarta ronda de Copa de la Liga, en la que además le hizo una asistencia a Robbie Keane. El 18 de diciembre, tuvo una actuación sobresaliente en un encuentro de liga contra el Southampton, cuyo marcador fue 5-1 a su favor. En su crónica para Sky Sports, Richard Jolly escribió que «la calidad [de Carrick] para distribuir el balón deja en ridículo el pedido de Jacques Santini de traer más mediocentros». En esa temporada de Premier League jugó 29 partidos y dio cuatro asistencias, mientras que su club no logró clasificar a Copa de la UEFA. Por otro lado, en Copa de la Liga disputó tres encuentros y en la FA Cup, seis. El Tottenham llegó a cuartos de final y sexta ronda, respectivamente.
Anotó su primer gol el 3 de diciembre de 2005 en una victoria por tres a dos ante el Sunderland, por Premier League, y volvió a marcar el 8 de abril del siguiente año, frente al Manchester City por liga, en un 2-1 a su favor. Dos semanas más tarde, recibió elogios por su actuación ante el Arsenal en el derbi del Norte de Londres, que terminó 1-1 y correspondió a la trigésimo sexta jornada de liga. Jonathan Stevenson, en un artículo para BBC Sport, destacó la buena forma de Carrick en la temporada y dijo que su desempeño en el mencionado derbi fue «sencillamente maravilloso». En 7 de mayo se enfermó, junto con nueve compañeros, en la previa de un encuentro contra el West Ham, debido a una presunta intoxicación alimentaria que se originó en el hotel donde se hospedaban. El club pidió posponer el partido, que era clave para clasificar a Liga de Campeones, pero se lo denegaron. Carrick jugó 63 minutos, su equipo perdió por 2-1 y el Arsenal se quedó con el cuarto puesto. Fue el jugador del Tottenham que más pases y centros hizo en la temporada y, también, el máximo asistidor, junto con Mido, con seis.

### Manchester United

#### 2006-2009

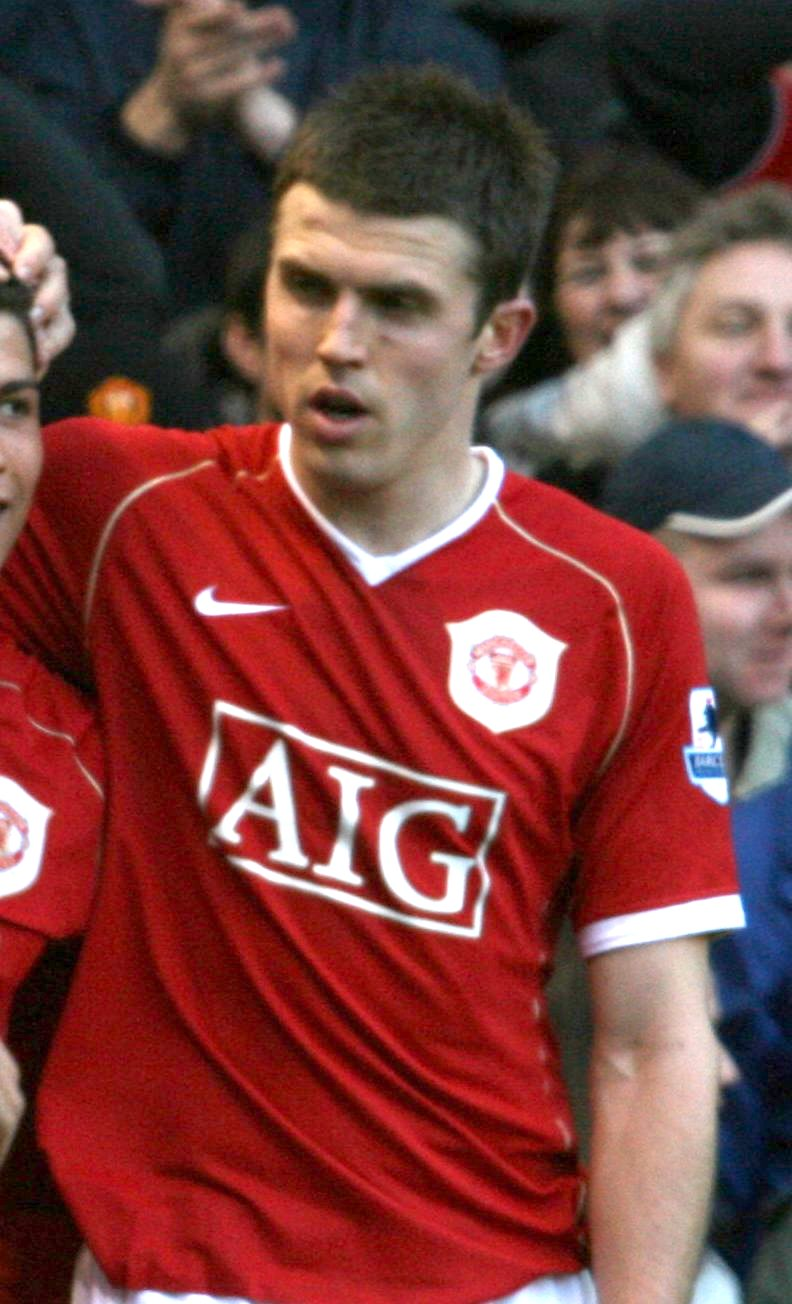
Carrick durante un derbi de Mánchester, el 9 de diciembre de 2006

El 10 de junio de 2006, con motivo de una exclusiva de Jonathan Legard publicada el día anterior, el Tottenham confirmó que había rechazado una oferta por Carrick de diez millones de libras proveniente del Manchester United, que buscaba reemplazar a Roy Keane. Al día siguiente, Martin Jol declaró que el futbolista se quedaría y agregó: «No quiero que Michael se vaya, probablemente fue nuestro mejor centrocampista en la temporada pasada». Sin embargo, el 31 de julio se oficializó su fichaje por el Manchester United. David Gill, director ejecutivo del club mancuniano, dijo que el precio de transferencia fue de catorce millones de libras pero, dependiendo de determinadas variables, este podría aumentar a 18,6 millones de la misma moneda. El 4 de agosto, Carrick debutó ante el Oporto en un partido de un torneo amistoso de cuatro clubes, donde tuvo un buen desempeño y asistió a Paul Scholes en el primero de los tres goles de la victoria. Al día siguiente, durante un encuentro contra el Ajax por la mencionada competición, se lesionó el tobillo izquierdo y por ello se perdió el comienzo de la temporada. Su debut oficial se produjo el 23 de agosto, cuando ingresó en lugar de Park Ji-sung en un triunfo en condición de visitante sobre el Charlton por la liga. Tres días más tarde, de nuevo por competición doméstica, fue titular en la victoria por 2-1 frente al Watford en el estadio Vicarage Road. A finales de diciembre, quedó afuera de dos encuentros debido a una lesión en el tobillo, pero se recuperó a tiempo para disputar el último partido del año, el día 30, que lo enfrentó al Reading y su equipo ganó por 3-2.
El 13 de enero de 2007, marcó su primer gol en el Manchester United en un partido de liga donde derrotaron al Aston Villa y, un mes después, también anotó por primera vez en FA Cup, en un empate a uno con el Reading donde mostró una buena actuación. Al no tener un ganador, el encuentro de quinta ronda debió repetirse el 27 de febrero; Carrick no fue convocado y su equipo ganó por 3-2. El 31 de marzo, continuó con su aporte goleador en una victoria por 4-1 sobre el Blackburn Rovers, que dejó al club a cinco triunfos del título de Premier League. El 10 de abril, anotó dos de los siete goles que eliminaron a la Roma de los cuartos de final de Liga de Campeones, después de conseguir un marcador global de 8-3. En la semifinal los venció el Milan, el eventual campeón, por resultado global de 5-3. El 17 de abril, convirtió su último gol en la temporada en un 2-0 frente al Sheffield United, en Premier League. El 6 de mayo, tras un empate entre el Arsenal y el Chelsea, se consagraron campeones de dicho torneo. Carrick se perdió solo cinco encuentros, marcó tres goles y dio tres asistencias.
Comenzó la temporada 2007-08 como titular ante el Chelsea en la Community Shield, donde su equipo ganó en tanda de penales tras empatar 1-1; Carrick anotó su tiro, al igual que Rio Ferdinand y Wayne Rooney. El 2 de octubre, en un partido contra la Roma por Liga de Campeones, se fracturó el codo derecho y permaneció en recuperación todo ese mes. Retomó la actividad el 3 de noviembre, cuando jugó los últimos minutos del encuentro ante el Arsenal por la duodécima fecha de la Premier League, que terminó empatado a dos tantos. El 10 de febrero de 2008, marcó su primer gol en la temporada en un derbi de Mánchester que perdieron por 2-1. Su segunda y última anotación en la temporada tuvo lugar el 3 de mayo, en una victoria por 4-1 sobre el West Ham. Unos días más tarde, el Manchester United volvió a ganar el título de liga tras derrotar al Wigan por 2-0, en un torneo donde el jugador disputó 31 encuentros, anotó dos goles y registró la misma cantidad de asistencias. El 18 de abril, le ofrecieron extender su contrato, lo que finalmente hizo un mes después, por cuatro temporadas. El 21 de mayo, participó en su primera final de Liga de Campeones, en el partido contra el Chelsea en Moscú donde jugó los 120 minutos y su equipo ganó por 6-5 en tanda de penales, con Carrick marcando su disparo. Jugó doce de los trece encuentros del torneo.

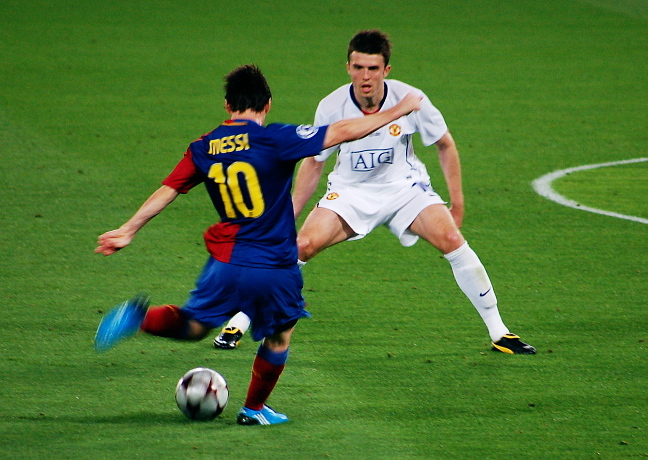
Carrick y Lionel Messi en la final de la Liga de Campeones de la UEFA 2008-09

El 10 de agosto, ganaron la Community Shield frente al Portsmouth en tanda de penales, en un encuentro donde Carrick ingresó en el segundo tiempo como sustituto de John O'Shea y anotó su penal. En el primer partido de liga, que se jugó una semana después contra el Newcastle United y terminó empatado, comenzó de titular pero fue sustituido a los veinticinco minutos debido a una lesión en el tobillo. Al día siguiente, se informó que estaría de baja entre dos y tres semanas y, por lo tanto, no disputó la Supercopa de Europa que su club perdió con el Zenit de San Petersburgo. Su vuelta se produjo el 13 de septiembre, en un encuentro frente al Liverpool donde nuevamente fue reemplazado, esta vez debido a un choque con Yossi Benayoun. Tres días más tarde, el club anunció que Carrick tenía una fisura en un hueso del pie que le impediría jugar por, como máximo, un mes y medio. Volvió a la actividad el 29 de octubre, cuando ingresó por Darren Fletcher en el segundo tiempo de un partido contra el West Ham.
El 1 de noviembre, marcó su primer gol en la temporada en una victoria por 4-3 sobre el Hull City, y su siguiente anotación llegó dos semanas después, en una goleada por 5-0 al Stoke City. El 21 de diciembre, fue titular en la victoria por la mínima diferencia ante la Liga Deportiva Universitaria por Copa Mundial de Clubes, que convirtió al Manchester United en el primer club inglés en ganar ese torneo. El 1 de marzo de 2009, no fue convocado a la final de Copa de la Liga, donde su equipo venció al Tottenham Hotspur por penales. El 22 de abril, anotó por primera vez en ese año en una victoria ante el Portsmouth y, el 13 de mayo, asistió a Carlos Tévez y marcó el gol del triunfo en un 2-1 sobre el Wigan. Este fue su primer tanto en un partido de visitante con el Manchester United, y la victoria dejó al equipo a un punto del tricampeonato de liga. En la siguiente fecha, la anteúltima, empataron a cero con el Arsenal, obtuvieron el deciocheno título de primera división —se contabilizan ediciones de Football League First Division— e igualaron la marca del Liverpool. El 27 de mayo, Carrick jugó la final de Liga de Campeones contra el Barcelona, donde perdieron por 2-0. Años después, explicó que «el partido nos rebasó y no pudimos hacer nada al respecto» y que ese fue el peor momento de su carrera.

#### 2009-2013
Inició la temporada 2009-10 entre los once titulares que, tras empatar 2-2 con el Chelsea, perdieron la Community Shield en tanda de penales, donde el jugador anotó el único de los lanzamientos de su equipo que terminó en gol. Su primer tanto en la campaña lo marcó en Liga de Campeones el 30 de septiembre, en una victoria por 2-1 ante el VfL Wolfsburgo que dejó líder al Manchester United en su grupo. Casi dos meses después, el 21 de noviembre, convirtió el segundo de los tres goles que el cuadro mancuniano le hizo al Everton para obtener un triunfo en la decimotercera jornada de liga. Debido a los numerosos lesionados en el plantel, entre ellos ocho defensores, Carrick jugó de zaguero central en el encuentro contra el West Ham que se disputó el 5 de diciembre y ganaron por 4-0. Ingresó en el primer tiempo en lugar del lesionado Gary Neville, quien tampoco se encontraba en su posición habitual, y tuvo un desempeño elogiado por el entrenador Alex Ferguson. Tres días después volvió a ejercer de defensor central, esta vez en una línea de tres en el partido de vuelta frente al VfL Wolfsburgo, donde tuvo dificultades para marcar al delantero Edin Džeko y, tras una entrada sobre Makoto Hasebe, estuvo cerca de provocar un penal. No obstante, el Manchester United ganó por 3-1 de visitante y se quedó con el primer puesto de su grupo.
El 30 de diciembre, en la vigésima fecha de liga, Carrick jugó en el centro del campo y anotó en la goleada por 5-0 al Wigan que dejó a su club a dos unidades del puntero, el Chelsea. El 25 de enero de 2010, frente al Manchester City, marcó su primer gol en Copa de la Liga y el equipo avanzó a la final tras ganar por resultado global de 4-3. El 6 de febrero, participó en el tercero de los cinco goles que el Manchester United le marcó al Portsmouth para obtener la primera posición de la Premier League, cuando Richard Hughes desvió un disparo suyo y convirtió un autogol. Sin embargo, el 25 de mayo de ese año la Premier League le concedió el tanto a Carrick. El 16 de febrero, en el minuto 93 del partido contra el Milan por octavos de final de Liga de Campeones, fue expulsado por primera vez en su carrera, tras recibir una tarjeta amarilla por una falta y otra por despejar el balón luego de una infracción sobre Alexandre Pato. A pesar de la sanción a su jugador, el Manchester United goleó por 4-0 en la vuelta y accedió a cuartos de final por marcador global de 7-2, aunque fueron eliminados por el Bayern de Múnich en la siguiente fase. El 28 de febrero, ganó por segunda vez consecutiva la Copa de la Liga después de derrotar al Aston Villa por 2-1, en un partido que Carrick jugó de titular. El Manchester United llegó a la última fecha de la liga con posibilidades de obtener el título, pero el Chelsea lo superó por un punto tras ganar su respectivo encuentro.

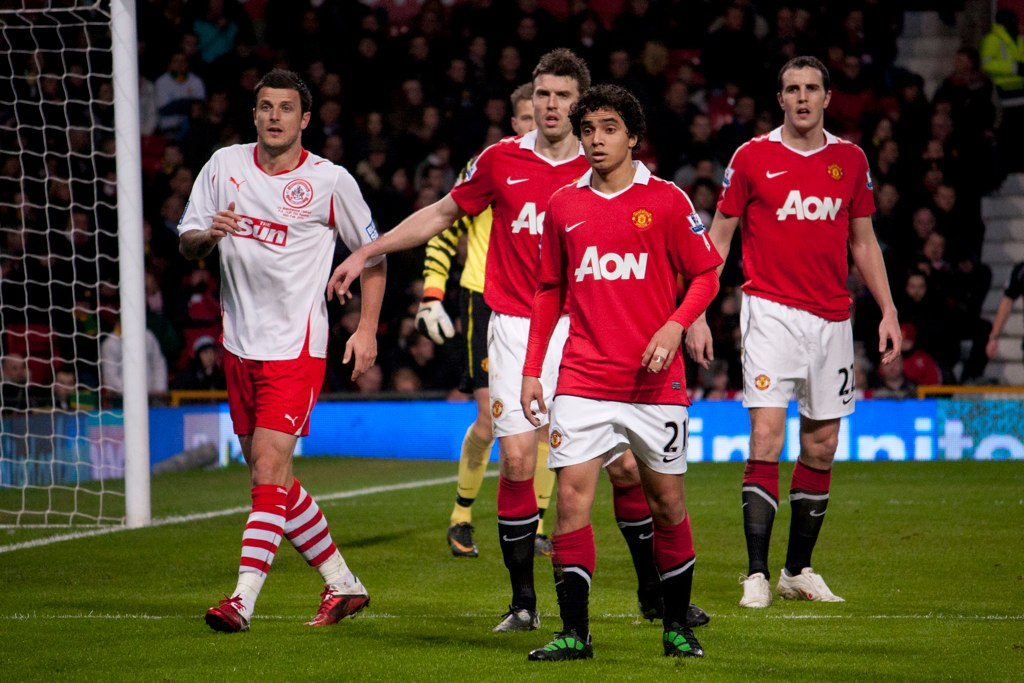
Carrick, junto con Rafael y John O'Shea, marcando a Craig McAllister en un partido contra el Crawley Town, el 19 de febrero de 2011

El 6 de agosto se anunció que se perdería el comienzo de la temporada 2010-11, en vista de una lesión en el tobillo producida en un amistoso de pretemporada contra un equipo conformado por jugadores de la Liga de Irlanda, que se jugó dos días antes y ganaron por 7-1. Sin embargo, el 8 de agosto disputó la mayor parte del encuentro contra el Chelsea por la Community Shield, donde obtuvieron una victoria por marcador 3-1, pues se sentía en buenas condiciones y quería tener minutos. El 3 de marzo de 2011, extendió por tres años su contrato. Durante la primera parte de esa temporada mostró mala condición física, pero aun así fue titular en la mayor parte de partidos de Premier League, que su equipo ganó, y Liga de Campeones. En este último torneo, tuvo un buen rendimiento en el encuentro de ida de cuartos de final frente al Chelsea, donde ganaron por 1-0 en condición de visitante. El equipo avanzó hasta la final, que perdieron con el Barcelona por 3-1 y donde Carrick fue sustituido por Paul Scholes en la segunda parte. En la semifinal de FA Cup, tuvo un error fundamental frente al Manchester City que permitió que su rival marcara el único gol del partido y los eliminara.
A inicios de la siguiente temporada, su presencia en la Community Shield nuevamente causó asombro, dado que Ferguson lo había descartado debido a una lesión en el tendón de Aquiles. Carrick fue titular, no tuvo una buena actuación y fue sustituido en el medio tiempo, mientras que su equipo derrotó al Manchester City por 3-2. El 18 de diciembre, a mediados de temporada, le marcó un gol, el primero en setenta partidos con el Manchester United y el tercero en condición de visitante, al Queens Park Rangers en triunfo un por la liga. El 14 de enero de 2012, anotó su primer tanto en Old Trafford desde enero de 2010 en una goleada por 3-0 sobre el Bolton Wanderers, mediante un disparo a larga distancia en el minuto 83. El equipo ocupó la tercera plaza de su grupo en Liga de Campeones, por lo que accedió a Liga Europa de la UEFA, donde los eliminó el Athletic Club en octavos de final. En Premier League, sumaron 89 puntos y quedaron segundos, detrás del Manchester City. Durante la temporada, Carrick debió suplantar a Paul Scholes y jugar exclusivamente de pivote o defensa central, y registró buenos números de pases, intercepciones y entradas.
Como consecuencia de los numerosos defensores lesionados en el inicio de la temporada 2012-13, jugó de zaguero central en el partido ante el Everton por la primera jornada de liga y tuvo complicidad en el gol de la victoria del club liverpuliano, ya que no marcó apropiadamente a Marouane Fellaini en un tiro de esquina y este anotó de cabeza. En la siguiente fecha volvió a mostrarse endeble en esta posición, aunque el Manchester United consiguió ganarle al Fulham por 3-2. En el estreno de su equipo en Liga de Campeones le convirtió un gol al Galatasaray, su primera anotación en el mencionado torneo en tres años, en un encuentro donde se llevaron los tres puntos. Su equipo quedó eliminado de la Liga de Campeones en octavos de final, luego de caer ante el Real Madrid por resultado global de 3-2. En abril de 2013, figuró entre los seis candidatos al premio PFA al jugador del año, que finalmente ganó Gareth Bale. El entrenador Arsène Wenger dijo que él le habría dado el galardón a Carrick y agregó que «es un gran pasador. Podría jugar en el Barcelona, encajaría perfectamente. Tiene una buena lectura de juego y es inteligente, por eso está donde está». El jugador integró el Equipo del año de la PFA, se proclamó campeón de la Premier League y sus compañeros lo votaron como Mejor jugador del año. Además, jugó 36 de 38 encuentros de liga y Mike Phelan, quien en ese momento era asistente de Ferguson, dijo que Carrick «era el director de orquesta de ese equipo».

#### 2013-2018
La Community Shield abrió la temporada 2013-14 y tuvo como vencedor al Manchester United por un 2-0 frente al Wigan, en un encuentro donde Carrick «controló el ritmo con su característica elegancia» y lo eligieron Mejor jugador. El 22 de noviembre de 2013, renovó su contrato hasta junio de 2015, con opción de otro año. El 9 de febrero de 2014, marcó su único gol en esa temporada en un empate con el Fulham por la liga. El 4 de mayo, jugó un partido contra el Sunderland donde perdió la marca de Sebastian Larsson y este anotó el único tanto del encuentro. Rob Dawson escribió en Bleacher Report que el desempeño de Carrick en esa derrota resumió su mala temporada. El club, ya con David Moyes de entrenador, tuvo una actuación decepcionante en la Premier League y quedó séptimo, por lo que no clasificó a ninguna competición internacional. En Liga de Campeones, cayeron en cuartos de final ante el Bayern de Múnich por marcador global de 4-2. Carrick no consiguió mantener el alto nivel mostrado en la anterior temporada, y su persistente lesión en el tendón de Aquiles lo dejó afuera de nueve partidos. En esa campaña de Premier League jugó 29 partidos, mientras que registró un promedio de 70,7 pases por encuentro, 70 % en quites de balón y ochenta intercepciones.
De cara a la siguiente temporada, el club contrató a Louis van Gaal en la dirección técnica, quien insistió en contratar, al menos, a un centrocampista. En este contexto, se especuló sobre una posible salida de Carrick, que no se produjo. El 17 de julio de 2014, se sometió a una cirugía del ligamento lateral del tobillo izquierdo, lo que lo dejó tres meses sin jugar. El 2 de noviembre, realizó su debut en la temporada en una derrota por 1-0 ante el Manchester City, donde jugó de defensor central debido a la expulsión de Chris Smalling y, conforme al periodista de The Guardian Daniel Taylor, tuvo un buen rendimiento. En los siguientes seis partidos, donde jugó tanto en el centro del campo como en la defensa, su equipo obtuvo todos los puntos y el jugador recibió elogios por su rendimiento. El 30 de enero de 2015, se informó que debido a una lesión muscular estaría ausente durante un mes, lo que lo dejó afuera de siete encuentros. Su regreso se produjo el 4 de marzo en un triunfo por 1-0 frente al Newcastle United, donde ingresó en el minuto 89 en sustitución de Marcos Rojo, y once días después, marcó un gol y dio una asistencia en la victoria por 3-0 sobre el Tottenham Hotspur. El 20 de marzo, extendió por un año su contrato y quedó vinculado con el club hasta junio de 2016. El 12 de abril, sufrió una lesión en la pantorrilla durante un partido contra el Manchester City y se perdió la parte final de la temporada. En liga disputó dieciocho encuentros, anotó un gol y brindó dos asistencias.

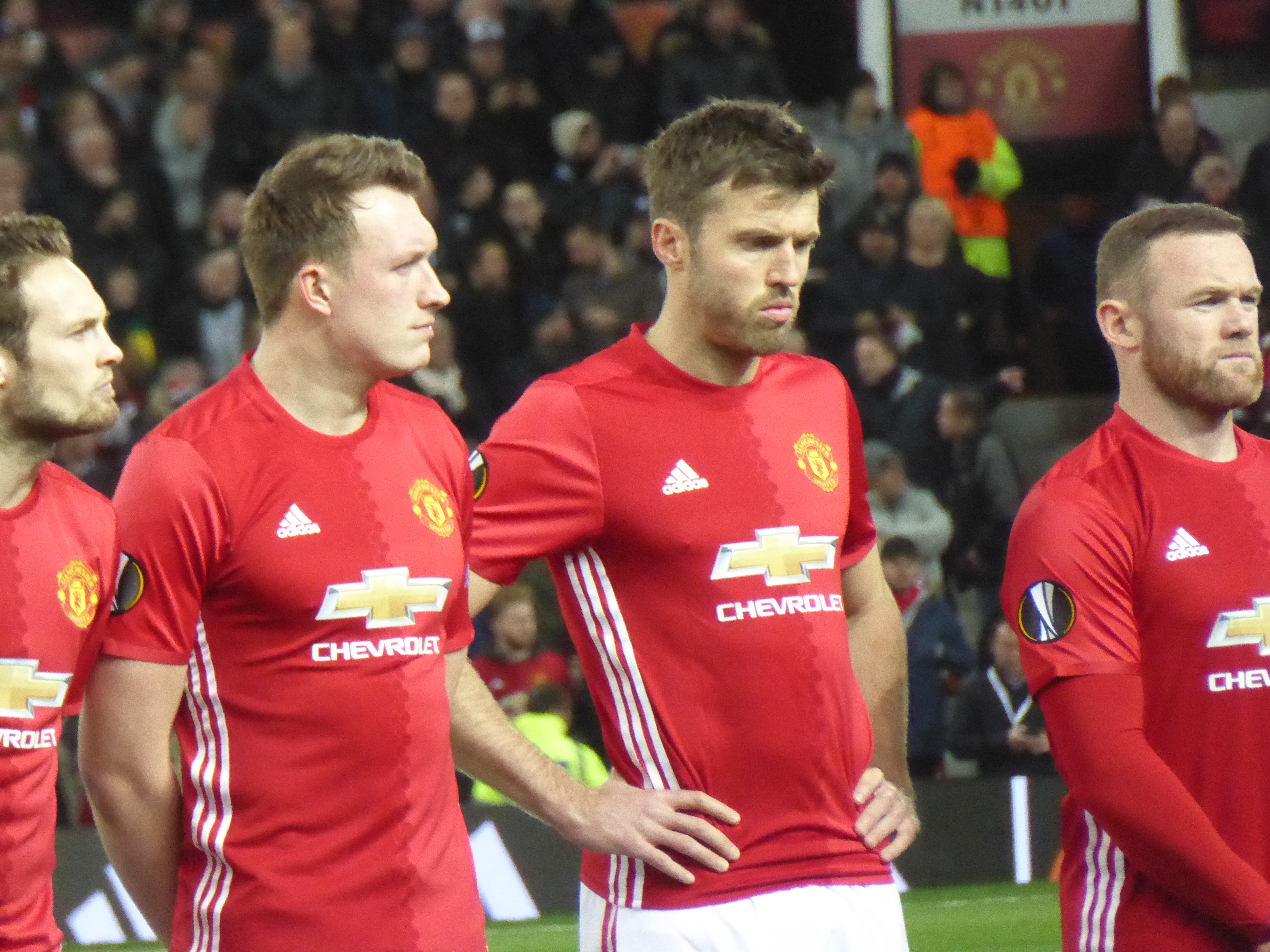
Carrick, junto con Daley Blind, Phil Jones y Wayne Rooney, en la previa de un partido contra el Feyenoord de Róterdam que se jugó el 24 de noviembre de 2016

En la campaña 2015-16 jugó diez de los primeros doce encuentros de liga, entre ellos la caída por 3-0 ante el Arsenal donde, junto con su compañero Bastian Schweinsteiger, mostró una evidente falta de ritmo y protagonizó una de las mayores derrotas de esa temporada. 
El 2 de enero de 2016, disputó su partido número cuatrocientos en el club en un triunfo por 2-1 sobre el Swansea City por Premier League, aunque en el mismo sufrió una lesión que lo ausentó de cuatro partidos. Su vuelta ocurrió el 29 de enero en una victoria por 3-1 sobre el Derby County por cuarta ronda de FA Cup, en la que ingresó en el minuto 74 en reemplazo de Morgan Schneiderlin. En esa temporada de liga, el Manchester United ocupó la quinta posición y promedió 1,91 puntos en partidos en los cuales Carrick fue titular. El futbolista disputó la final de la FA Cup en la que su equipo derrotó al Crystal Palace por 2-1 en prórroga y, de esta manera, obtuvo el único título nacional que no había ganado. En cuanto a competiciones internacionales, el Manchester United quedó eliminado en fase de grupos de Liga de Campeones, donde el jugador participó en solo dos partidos, además de dos encuentros clasificatorios. Como tercero de grupo, el equipo accedió a la Liga Europa, en la que perdió con el Liverpool en octavos de final. En el duelo de ida, que los rivales ganaron por 2-0, Carrick ingresó en el comienzo del segundo tiempo y cometió un error en el segundo gol, cuando realizó un mal despeje y le entregó la posesión a Adam Lallana, quien asistió a Roberto Firmino. El 9 de junio, extendió por un año su contrato con el club.
El entrenador para la temporada 2016-17, José Mourinho, se mostró muy conforme con el rendimiento del jugador, aunque comenzó a prescindir de él en algunos partidos debido a su avanzada edad. Sobre ello, el portugués dijo: «Una cosa es tener 25 años, otra es tener 35. Eso es lógico. Sin embargo, puedo decir que [Carrick] es fenomenal. No hay dudas de eso. ¿Tengo que administrar [su tiempo de juego]? Creo que sí». El futbolista fue titular en el triunfo sobre el Leicester City por Community Shield, que jugó hasta que Ander Herrera ingresó en su lugar en el minuto 61. En un encuentro por tercera ronda de Copa de la Liga, que se jugó el 21 de septiembre de 2016 y en el que el Manchester United derrotó al Northampton Town por 3-1, marcó el último gol de su carrera. El 26 de febrero de 2017, el club ganó ese torneo tras vencer al Southampton en la final por marcador 3-2, en un encuentro donde Carrick ingresó en la segunda parte y «realizó un excelente trabajo en defensa, pero tuvo dificultades para detener los ataques por las bandas». El jugador fue suplente durante la mayor parte de la primera vuelta de liga, en la cual el equipo tuvo resultados flojos, pero después de que Mourinho lo ubicara con Herrera y Paul Pogba en el centro del campo, se consiguieron mejores resultados. El Manchester United terminó en la sexta posición en Premier League, y si bien la vuelta de Carrick a la titularidad coincidió con el mejor desempeño del equipo en la campaña, «empezó a sufrir [los partidos] a medida que la temporada avanzaba» debido a su pronunciada falta de ritmo. En competiciones internacionales, disputó siete de los quince encuentros que el Manchester United jugó en Liga Europa, la cual ganó tras derrotar al Ajax de Ámsterdam en la final, donde Carrick fue suplente. En mayo, extendió por un año su contrato.
El 11 de julio de 2017, luego de la salida de Wayne Rooney al Everton, se informó que Carrick sería el primer capitán del equipo. El equipo inició la temporada el 8 de agosto con una caída por 2-1 ante el Real Madrid por Supercopa de Europa, en la que el futbolista estuvo entre los suplentes. Disputó su primer partido el 20 de septiembre frente al Burton Albion por tercera ronda de Copa de la Liga; disputó los noventa minutos y su equipo ganó por marcador 4-1. En el transcurso del segundo tiempo, no se sintió bien y por ello se sometió a estudios que le detectaron arritmia. Luego de un procedimiento de ablación cardíaca, volvió a entrenar con normalidad a mediados de noviembre. Su regreso se produjo el 26 de enero de 2018 en un triunfo por 4-0 sobre el Yeovil Town por cuarta ronda de FA Cup, en la que disputó los noventa minutos. Ese mes, Mourinho dijo que Carrick estaba contemplando la idea de retirarse y que, de ser así, este se convertiría en su ayudante de campo de cara a la temporada 2018-19. Posteriormente, el futbolista disputó el partido de liga contra el Newcastle United el 11 de febrero, donde jugó veinticuatro minutos, y el de quinta ronda de FA Cup ante el Huddersfield Town, en el cual fue titular y su equipo ganó por marcador 2-0. El 13 de mayo, tras 464 encuentros en el Manchester United, Carrick jugó el último partido de su carrera en una victoria en Premier League por 1-0 frente al Watford en la que participó en el gol, tuvo una buena actuación y fue reemplazado por Pogba en el minuto 85.

### Selección nacional
Carrick comenzó su carrera internacional en la categoría sub-18, en la que jugó cuatro partidos. El 12 de mayo de 2000, aunque no contaba con participaciones en la selección sub-21, Howard Wilkinson lo incluyó en la lista de convocados a la Eurocopa Sub-21 de ese año, donde el conjunto inglés compartió grupo con Italia, Turquía y Eslovaquia, el seleccionado anfitrión. El futbolista no jugó ningún partido, si bien estuvo entre los suplentes en los encuentros contra Italia y Eslovaquia, y su equipo fue eliminado en fase de grupos. Su debut en esa categoría ocurrió en agosto de ese año, en un amistoso frente a Georgia que finalizó con marcador 6-1 a su favor. Tiempo después, David Platt lo convocó a la Eurocopa Sub-21 de 2002, pero a los pocos días tuvo problemas en la ingle y fue reemplazado por Jonathan Greening. En total, disputó catorce partidos y anotó dos goles. El 23 de febrero de 2001, el debutante entrenador de la selección absoluta Sven-Göran Eriksson lo llamó, junto con otros treinta futbolistas, para un encuentro amistoso frente a España, que se jugó cinco días después. Carrick no tuvo minutos y los ingleses ganaron por 3-0 en el estadio Villa Park. Su debut ocurrió tres meses más tarde, en un enfrenamiento amistoso contra México donde jugó el segundo tiempo y su equipo venció 4-0.
Su siguiente participación sucedió el 15 de agosto en un amistoso contra Países Bajos, en el que ingresó en la segunda parte e Inglaterra perdió por 2-0. En esos dos partidos, Carrick dejó una buena impresión en Eriksson. Sin embargo, debido a sus problemas de lesiones y al descenso del West Ham United a segunda división, el cuerpo técnico dejó de tenerlo en cuenta durante cuatro años, pero tras su fichaje por el Tottenham Hotspur, volvieron a considerarlo. Regresó a la selección el 28 de mayo de 2005, fecha en que fue titular frente a Estados Unidos en una victoria por 2-1 y, tres días después, disputó noventa minutos en un amistoso contra Colombia que finalizó 3-2 a su favor. El 8 de mayo de 2006, fue uno de los veintitrés jugadores que integraron la lista provisional de convocados a la Copa del Mundo de Alemania y, una semana más tarde, estuvo en la nómina definitiva. A lo largo de la fase de grupos, el conjunto inglés tuvo problemas defensivos y era proclive a perder la posesión del balón, por lo que el entrenador optó por darle la oportunidad de jugar los octavos de final a Carrick, que todavía no había debutado, al considerar su calidad como pasador. Inglaterra venció por 1-0 a Ecuador y el futbolista, que disputó el partido completo, aportó mucho en la construcción de juego. No obstante, no jugó el siguiente encuentro, en el que Owen Hargreaves ocupó su puesto y su selección perdió con Portugal en tanda de penales.

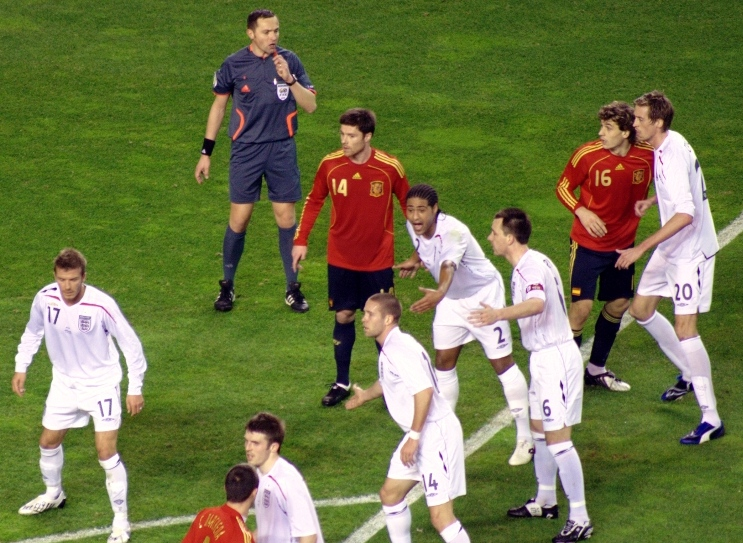
Carrick tomando la marca de Carlos Marchena en un partido amistoso contra España que se jugó el 11 de febrero de 2009

Después de la Copa del Mundo, la dirección técnica recayó en Steve McClaren y Carrick se perdió un amistoso contra Grecia debido a una lesión en el tobillo. A finales de agosto, fue convocado para los partidos contra Andorra y Macedonia por la clasificación para la Eurocopa 2008, de los que jugó solo el segundo, que terminó 1-0 a su favor y en el cual ingresó en los últimos minutos en lugar de Frank Lampard. Su último partido con McClaren de entrenador fue en agosto de 2007, en una derrota de local ante Alemania y, a partir de eso, Fabio Capello no lo hizo jugar. El periodista Kevin McCarra escribió en The Guardian que le pareció extraño que repentinamente se apartara a Carrick y que había «rechazo» hacia el jugador. Entretanto, los ingleses no clasificaron a la Eurocopa 2008 tras perder un partido clave contra Croacia. Carrick volvió a la selección en noviembre de 2008, luego de que se lesionaran varios centrocampistas titulares, jugó un encuentro contra Alemania que terminó en victoria por 2-1 y BBC Sport lo eligió Jugador del partido. El 28 de marzo de 2009, disputó los últimos minutos del encuentro amistoso ante Eslovaquia, que finalizó en triunfo por 4-0, e hizo una asistencia.
Pese a que solo jugó un partido clasificatorio, estuvo entre los convocados a la Copa Mundial de Fútbol de 2010, en la que no tuvo participación y su selección quedó eliminada frente a Alemania en cuartos de final. El 6 de agosto, se informó que Carrick se perdería un amistoso contra Hungría y, si bien se recuperó a tiempo, no fue convocado. Un par de días después, el jugador coincidió con Capello en la entrega de premios de la Community Shield y, al parecer, cuestionó la decisión del entrenador, a lo que este respondió gestualmente que lo llamaría. Luego de eso, no volvió jugar para su selección y, según explicó Roy Hodgson, el propio Carrick pidió que no se lo convocase a la Eurocopa 2012 porque sus constantes suplencias lo frustraban. Sin embargo, el 10 de agosto volvió al seleccionado para un amistoso contra Italia que se jugó cinco días después y se ganó por marcador 2-1. El periodista de The Guardian Jacob Steinberg opinó que la habilidad de pase de Carrick «quizás pueda sacar a la selección inglesa de la Edad de Piedra», en referencia al juego «arcaico» del conjunto inglés. Aunque fue habitual en los encuentros de la clasificación, tras una mala temporada en su club no integró la lista definitiva de convocados a la Copa Mundial de Fútbol de 2014. En noviembre, se lo citó para los partidos contra Eslovenia, por la clasificación para la Eurocopa 2016, y Escocia, un amistoso, pero debió retirarse del equipo debido a una lesión en la ingle. El 27 de marzo de 2015, jugó con la selección después de casi un año y medio, al disputar los noventa minutos de la victoria por 4-0 sobre Lituania. Su última participación se dio el 13 de noviembre, en una derrota por 2-0 frente a España en la que sufrió una lesión en el tobillo.

### Participaciones en Copas del Mundo
| Mundial                        | Sede      | Resultado        |
| ------------------------------ | --------- | ---------------- |
| Copa Mundial de Fútbol de 2006 | Alemania  | Cuartos de final |
| Copa Mundial de Fútbol de 2010 | Sudáfrica | Octavos de final |

### Participaciones en Eurocopas
| Eurocopa                | Sede       | Resultado      |
| ----------------------- | ---------- | -------------- |
| Eurocopa Sub-21 de 2000 | Eslovaquia | Fase de grupos |

## Estilo de juego
Si bien jugaba de mediocentro organizador, Carrick no era un jugador defensivo, su falta de ritmo en ocasiones lo hacía parecer «frágil» y, a diferencia de muchos ingleses, no era un centrocampista «de área a área» —del inglés box-to-box central midfielder—, que es un volante que aporta tanto en ataque como en defensa y se mueve en todo el campo. Tampoco se caracterizaba por recuperar balones, pero estas carencias las compensó con su variedad y calidad de pases y con su capacidad de controlar los tiempos del juego. El periodista Barney Ronay habló sobre el rol del futbolista, inusual en el fútbol inglés, de la siguiente forma: «Carrick no hace entradas, no es dinámico ni es un metrónomo tipo Xavi Hernández. En vez de eso, es como un experimentado jefe de camareros: muy discreto y eficaz, tanto es así que debes verlo de cerca para corroborar que no lleva esmoquin». Además, hizo hincapié en su habilidad para interceptar balones, fruto de su buen posicionamiento en momentos determinados, y en sus pases arriesgados pero decisivos.
En 2006, tras su llegada al Manchester United, formó una dupla con Paul Scholes que para Gary Neville «daba tranquilidad»; Carrick se ocupaba de cubrir los espacios dejados por Scholes y este podía tener un papel más ofensivo, lo cual hizo que el estilo de juego directo del equipo cambiase a uno basado en la distribución de balón de ambos jugadores. En 2015, Louis van Gaal destacó la visión de juego de Carrick y lo llamó «un entrenador dentro de la cancha». Ese mismo año, integró la lista de The Daily Telegraph de «Los veinte futbolistas más infravalorados de la historia».

## Carrera como entrenador

### Manchester United
El 28 de enero de 2018, José Mourinho dijo que le ofrecería a Carrick el trabajo de segundo entrenador para la temporada 2018-19, oferta que este aceptó. En diciembre, a pesar del despido del entrenador portugués, continuó en la institución y, en mayo de 2019, Ole Gunnar Solskjaer lo mantuvo en su puesto. En los siguientes años, Carrick se ocuparía más que nada de lidiar con los problemas de los jugadores basándose en sus experiencias, y el 21 de noviembre de 2021, debido a la destitución de Solskjaer, se lo nombró entrenador interino. Según Richard Fay, de Manchester Evening News, esa elección volvió a demostrar «una falta de planificación a largo plazo del club». Su debut se produjo el 23 de noviembre, en fase de grupos de Liga de Campeones ante el Villarreal, al que derrotaron por 2-0. Con este resultado, el Manchester United clasificó a octavos de final. Carrick se hizo cargo del equipo por tres partidos, en los que obtuvo dos triunfos y un empate, y el 2 de diciembre anunció su renuncia.

### Middlesbrough
El 24 de octubre de 2022, Carrick fue nombrado entrenador del Middlesbrough. El club estaba en la posición N°21 en el EFL Championship en ese momento, con 17 puntos en 16 juegos jugados, un punto por encima de la zona de descenso. A pesar de tomar la delantera, perdió en su primer encuentro a cargo por2-1 ante el Preston North End el 29 de octubre. Luego de tres temporadas a cargo, fue relevado de sus funciones en junio de 2025.

## Estadísticas

### Clubes
La siguiente tabla detalla los partidos, goles y asistencias del jugador en clubes.
| Club | Div.          | Temporada     | Liga nacionales(1) | Liga nacionales(1) | Liga nacionales(1) | Copas nacionales(2) | Copas nacionales(2) | Copas nacionales(2) | Torneos internacionales(3) | Torneos internacionales(3) | Torneos internacionales(3) | Total | Total | Total  |
| Club | Div.          | Temporada     | Part.              | Goles              | Asist.             | Part.               | Goles               | Asist.              | Part.                      | Goles                      | Asist.                     | Part. | Goles | Asist. |
| --- | ------------- | ------------- | ------------------ | ------------------ | ------------------ | ------------------- | ------------------- | ------------------- | -------------------------- | -------------------------- | -------------------------- | ----- | ----- | ------ |
| West Ham United Inglaterra | 1.ª           | 1999-2000     | 8                  | 1                  | 2                  | 0                   | 0                   | 0                   | 1                          | 0                          | 0                          | 9     | 1     | 2      |
| West Ham United Inglaterra | Total club    | Total club    | 8                  | 1                  | 2                  | 0                   | 0                   | 0                   | 1                          | 0                          | 0                          | 9     | 1     | 2      |
| Swindon Town Inglaterra | 2.ª           | 1999-2000     | 6                  | 2                  | 0                  | 0                   | 0                   | 0                   | —                          | —                          | —                          | 6     | 2     | 0      |
| Swindon Town Inglaterra | Total club    | Total club    | 6                  | 2                  | 0                  | 0                   | 0                   | 0                   | 0                          | 0                          | 0                          | 6     | 2     | 0      |
| Birmingham City Inglaterra | 2.ª           | 1999-2000     | 2                  | 0                  | 0                  | —                   | —                   | —                   | —                          | —                          | —                          | 2     | 0     | 0      |
| Birmingham City Inglaterra | Total club    | Total club    | 2                  | 0                  | 0                  | 0                   | 0                   | 0                   | 0                          | 0                          | 0                          | 2     | 0     | 0      |
| West Ham United Inglaterra | 1.ª           | 2000-01       | 33                 | 1                  | 3                  | 6                   | 0                   | 0                   | —                          | —                          | —                          | 39    | 1     | 3      |
| West Ham United Inglaterra | 1.ª           | 2001-02       | 30                 | 2                  | 2                  | 1                   | 0                   | 0                   | —                          | —                          | —                          | 31    | 2     | 2      |
| West Ham United Inglaterra | 1.ª           | 2002-03       | 30                 | 1                  | 2                  | 2                   | 0                   | 0                   | —                          | —                          | —                          | 32    | 1     | 2      |
| West Ham United Inglaterra | 2.ª           | 2003-04       | 38                 | 1                  | 0                  | 4                   | 0                   | 0                   | —                          | —                          | —                          | 42    | 1     | 0      |
| West Ham United Inglaterra | Total club    | Total club    | 131                | 5                  | 7                  | 13                  | 0                   | 0                   | 0                          | 0                          | 0                          | 144   | 5     | 7      |
| Tottenham Hotspur Inglaterra | 1.ª           | 2004-05       | 29                 | 0                  | 4                  | 9                   | 0                   | 2                   | —                          | —                          | —                          | 38    | 0     | 6      |
| Tottenham Hotspur Inglaterra | 1.ª           | 2005-06       | 35                 | 2                  | 6                  | 1                   | 0                   | 0                   | —                          | —                          | —                          | 36    | 2     | 6      |
| Tottenham Hotspur Inglaterra | Total club    | Total club    | 64                 | 2                  | 10                 | 10                  | 0                   | 2                   | 0                          | 0                          | 0                          | 74    | 2     | 12     |
| Manchester United Inglaterra | 1.ª           | 2006-07       | 33                 | 3                  | 3                  | 7                   | 1                   | 1                   | 12                         | 2                          | 0                          | 52    | 6     | 4      |
| Manchester United Inglaterra | 1.ª           | 2007-08       | 31                 | 2                  | 2                  | 6                   | 0                   | 1                   | 12                         | 0                          | 0                          | 49    | 2     | 3      |
| Manchester United Inglaterra | 1.ª           | 2008-09       | 28                 | 4                  | 5                  | 5                   | 0                   | 2                   | 10                         | 0                          | 1                          | 43    | 4     | 8      |
| Manchester United Inglaterra | 1.ª           | 2009-10       | 30                 | 3                  | 2                  | 6                   | 1                   | 1                   | 8                          | 1                          | 0                          | 44    | 5     | 3      |
| Manchester United Inglaterra | 1.ª           | 2010-11       | 28                 | 0                  | 0                  | 5                   | 0                   | 0                   | 11                         | 0                          | 1                          | 44    | 0     | 1      |
| Manchester United Inglaterra | 1.ª           | 2011-12       | 30                 | 2                  | 3                  | 4                   | 0                   | 0                   | 7                          | 0                          | 0                          | 41    | 2     | 3      |
| Manchester United Inglaterra | 1.ª           | 2012-13       | 36                 | 1                  | 4                  | 5                   | 0                   | 1                   | 5                          | 1                          | 1                          | 46    | 2     | 6      |
| Manchester United Inglaterra | 1.ª           | 2013-14       | 29                 | 1                  | 0                  | 4                   | 0                   | 0                   | 7                          | 0                          | 0                          | 40    | 1     | 0      |
| Manchester United Inglaterra | 1.ª           | 2014-15       | 18                 | 1                  | 2                  | 2                   | 0                   | 0                   | —                          | —                          | —                          | 20    | 1     | 2      |
| Manchester United Inglaterra | 1.ª           | 2015-16       | 28                 | 0                  | 0                  | 6                   | 0                   | 0                   | 8                          | 0                          | 1                          | 42    | 0     | 1      |
| Manchester United Inglaterra | 1.ª           | 2016-17       | 23                 | 0                  | 0                  | 8                   | 1                   | 1                   | 7                          | 0                          | 0                          | 38    | 1     | 1      |
| Manchester United Inglaterra | 1.ª           | 2017-18       | 2                  | 0                  | 0                  | 3                   | 0                   | 0                   | 0                          | 0                          | 0                          | 5     | 0     | 0      |
| Manchester United Inglaterra | Total club    | Total club    | 316                | 17                 | 21                 | 61                  | 3                   | 7                   | 87                         | 4                          | 4                          | 464   | 24    | 32     |
| Total carrera | Total carrera | Total carrera | 527                | 27                 | 40                 | 84                  | 3                   | 9                   | 88                         | 4                          | 4                          | 699   | 33    | 53     |
| (1) Incluye datos de los playoffs de la First Division. (2) Incluye datos de la FA Cup, Copa de la Liga de Inglaterra y Community Shield. (3) Incluye datos de la Liga de Campeones de la UEFA, Liga Europa de la UEFA, Supercopa de Europa, Copa Mundial de Clubes y Copa Intertoto de la UEFA. |               |               |                    |                    |                    |                     |                     |                     |                            |                            |                            |       |       |        |

### Selección
| Selección | Año                   | Amistoso | Amistoso | Amistoso | Europa(1) | Europa(1) | Europa(1) | Mundial(2) | Mundial(2) | Mundial(2) | Total | Total | Total  |
| Selección | Año                   | Part.    | Goles    | Asist.   | Part.     | Goles     | Asist.    | Part.      | Goles      | Asist.     | Part. | Goles | Asist. |
| --- | --------------------- | -------- | -------- | -------- | --------- | --------- | --------- | ---------- | ---------- | ---------- | ----- | ----- | ------ |
| Inglaterra | 2001                  | 2        | 0        | 0        | —         | —         | —         | —          | —          | —          | 2     | 0     | 0      |
| Inglaterra | 2002                  | —        | —        | —        | —         | —         | —         | —          | —          | —          | 0     | 0     | 0      |
| Inglaterra | 2003                  | —        | —        | —        | —         | —         | —         | —          | —          | —          | 0     | 0     | 0      |
| Inglaterra | 2004                  | —        | —        | —        | —         | —         | —         | —          | —          | —          | 0     | 0     | 0      |
| Inglaterra | 2005                  | 2        | 0        | 0        | —         | —         | —         | —          | —          | —          | 2     | 0     | 0      |
| Inglaterra | 2006                  | 3        | 0        | 0        | 3         | 0         | 0         | 1          | 0          | 0          | 7     | 0     | 0      |
| Inglaterra | 2007                  | 3        | 0        | 0        | —         | —         | —         | —          | —          | —          | 3     | 0     | 0      |
| Inglaterra | 2008                  | 1        | 0        | 0        | —         | —         | —         | —          | —          | —          | 1     | 0     | 0      |
| Inglaterra | 2009                  | 4        | 0        | 2        | —         | —         | —         | 1          | 0          | 0          | 5     | 0     | 2      |
| Inglaterra | 2010                  | 2        | 0        | 0        | 0         | 0         | 0         | 0          | 0          | 0          | 2     | 0     | 0      |
| Inglaterra | 2011                  | —        | —        | —        | —         | —         | —         | —          | —          | —          | 0     | 0     | 0      |
| Inglaterra | 2012                  | 1        | 0        | 0        | —         | —         | —         | 3          | 0          | 0          | 4     | 0     | 0      |
| Inglaterra | 2013                  | 2        | 0        | 0        | —         | —         | —         | 3          | 0          | 0          | 5     | 0     | 0      |
| Inglaterra | 2014                  | —        | —        | —        | 0         | 0         | 0         | —          | —          | —          | 0     | 0     | 0      |
| Inglaterra | 2015                  | 2        | 0        | 0        | 1         | 0         | 0         | —          | —          | —          | 3     | 0     | 0      |
| Total en la selección | Total en la selección | 22       | 0        | 2        | 4         | 0         | 0         | 8          | 0          | 0          | 34    | 0     | 2      |
| (1) Incluye datos de la clasificación para la Eurocopa. (2) Incluye datos de la clasificación de UEFA para la Copa Mundial de Fútbol y la Copa Mundial de Fútbol. |                       |          |          |          |           |           |           |            |            |            |       |       |        |

### Resumen
| Competición           | Partidos | Goles | Asistencias | Promedio |
| --------------------- | -------- | ----- | ----------- | -------- |
| Liga                  | 527      | 27    | 40          | 0,05     |
| Copas nacionales      | 84       | 3     | 9           | 0,03     |
| Copas internacionales | 88       | 4     | 4           | 0,04     |
| Selección             | 34       | 0     | 2           | 0,00     |
| Selecciones juveniles | 18       | 2     | 0           | 0,13     |
| Total                 | 751      | 36    | 55          | 0,04     |

### Como entrenador
| Equipo                       | Div.                | Temporada           | Liga  | Liga | Liga | Liga | Liga |       | Copa | Copa | Copa | Copa  |   | Internacional | Internacional | Internacional | Internacional | Internacional |   | Otros | Otros | Otros | Otros |    | Totales     | Totales | Totales | Totales | Totales | Totales | Totales | Totales |
| Equipo                       | Div.                | Temporada           | Part. | G    | E    | P    | Pos. | Part. | G    | E    | P    | Part. | G | E             | P             | Pos.          | Part.         | G             | E | P     | Part. | G     | E     | P  | Rendimiento | GF      | GC      | Dif.    |         |         |         |         |
| ---------------------------- | ------------------- | ------------------- | ----- | ---- | ---- | ---- | ---- | ----- | ---- | ---- | ---- | ----- | - | ------------- | ------------- | ------------- | ------------- | ------------- | - | ----- | ----- | ----- | ----- | -- | ----------- | ------- | ------- | ------- | ------- | ------- | ------- | ------- |
| Manchester United Inglaterra | 1.ª                 | 2021-22             | 2     | 1    | 1    | 0    | Int. | -     | -    | -    | -    | 1     | 1 | 0             | 0             | Int.          | -             | -             | - | -     | 3     | 2     | 1     | 0  | 77.78%      | 6       | 3       | +3      |         |         |         |         |
| Manchester United Inglaterra | Total               | Total               | 2     | 1    | 1    | 0    | -    | -     | -    | -    | -    | 1     | 1 | 0             | 0             | -             | -             | -             | - | -     | 3     | 2     | 1     | 0  | 77.78%      | 6       | 3       | +3      |         |         |         |         |
| Middlesbrough Inglaterra     | 2.ª                 | 2022-23             | 30    | 18   | 4    | 8    | 4.º  | 1     | 0    | 0    | 1    | -     | - | -             | -             | -             | 2             | 0             | 1 | 1     | 33    | 18    | 5     | 10 | 59.6%       | 66      | 41      | +25     |         |         |         |         |
| Middlesbrough Inglaterra     | 2.ª                 | 2023-24             | 46    | 20   | 9    | 17   | 8.º  | 8     | 6    | 0    | 2    | -     | - | -             | -             | -             | -             | -             | - | -     | 54    | 26    | 9     | 19 | 53.71%      | 87      | 74      | +13     |         |         |         |         |
| Middlesbrough Inglaterra     | 2.ª                 | 2024-25             | 46    | 18   | 10   | 18   | 10.º | 3     | 1    | 0    | 2    | -     | - | -             | -             | -             | -             | -             | - | -     | 49    | 19    | 10    | 20 | 45.58%      | 67      | 62      | +5      |         |         |         |         |
| Middlesbrough Inglaterra     | Total               | Total               | 122   | 56   | 23   | 43   | -    | 12    | 7    | 0    | 5    | -     | - | -             | -             | -             | 2             | 0             | 1 | 1     | 136   | 63    | 24    | 49 | 52.2%       | 220     | 177     | +43     |         |         |         |         |
| Total en su carrera          | Total en su carrera | Total en su carrera | 124   | 57   | 24   | 43   | -    | 12    | 7    | 0    | 5    | 1     | 1 | 0             | 0             | -             | 2             | 0             | 1 | 1     | 139   | 65    | 25    | 49 | 52.76%      | 226     | 180     | +46     |         |         |         |         |
| 1. 2. 3.                     |                     |                     |       |      |      |      |      |       |      |      |      |       |   |               |               |               |               |               |   |       |       |       |       |    |             |         |         |         |         |         |         |         |

#### Resumen por competiciones
| Competición                  | Partidos | Ganados | Empatados | Perdidos | %      | Resultado      |
| ---------------------------- | -------- | ------- | --------- | -------- | ------ | -------------- |
| EFL Championship             | 124      | 56      | 24        | 44       | 51.61% | 4.º lugar      |
| Premier League               | 2        | 1       | 1         | 0        | 66.67% | 7.º lugar      |
| FA Cup                       | 3        | 0       | 0         | 3        | 0%     | Tercera ronda  |
| EFL Cup                      | 9        | 7       | 0         | 2        | 77.78% | Semifinales    |
| Liga de Campeones de la UEFA | 1        | 1       | 0         | 0        | 100%   | Fase de grupos |
| TOTAL                        | 139      | 65      | 25        | 49       | 52.76% | Sin Títulos    |

## Palmarés

### Campeonatos nacionales
| Título                        | Club              | País       | Año     |
| ----------------------------- | ----------------- | ---------- | ------- |
| Copa FA Juvenil               | West Ham United   | Inglaterra | 1998-99 |
| Premier League                | Manchester United | Inglaterra | 2006-07 |
| Community Shield              | Manchester United | Inglaterra | 2007    |
| Premier League                | Manchester United | Inglaterra | 2007-08 |
| Community Shield              | Manchester United | Inglaterra | 2008    |
| Copa de la Liga de Inglaterra | Manchester United | Inglaterra | 2008-09 |
| Premier League                | Manchester United | Inglaterra | 2008-09 |
| Copa de la Liga de Inglaterra | Manchester United | Inglaterra | 2009-10 |
| Community Shield              | Manchester United | Inglaterra | 2010    |
| Premier League                | Manchester United | Inglaterra | 2010-11 |
| Community Shield              | Manchester United | Inglaterra | 2011    |
| Premier League                | Manchester United | Inglaterra | 2012-13 |
| Community Shield              | Manchester United | Inglaterra | 2013    |
| FA Cup                        | Manchester United | Inglaterra | 2015-16 |
| Community Shield              | Manchester United | Inglaterra | 2016    |
| Copa de la Liga de Inglaterra | Manchester United | Inglaterra | 2016-17 |

### Campeonatos internacionales
| Título                       | Club              | País       | Año     |
| ---------------------------- | ----------------- | ---------- | ------- |
| Copa Intertoto de la UEFA    | West Ham United   | Inglaterra | 1999    |
| Liga de Campeones de la UEFA | Manchester United | Inglaterra | 2007-08 |
| Mundial de Clubes de la FIFA | Manchester United | Inglaterra | 2008    |
| Liga Europa de la UEFA       | Manchester United | Inglaterra | 2016-17 |

### Distinciones individuales
| Distinción                                                        | Año                |
| ----------------------------------------------------------------- | ------------------ |
| Jugador joven del West Ham United del año.                        | 1999-2000, 2000-01 |
| Jugador del West Ham United con mayor progreso en el año.         | 2000-01            |
| Premio PFA al equipo del año (First Division).                    | 2003-04            |
| Premio PFA al equipo del año.                                     | 2012-13            |
| Premio de los jugadores al Jugador del año del Manchester United. | 2012-13            |
| Mejor jugador de la Community Shield.                             | 2013               |

## Vida privada

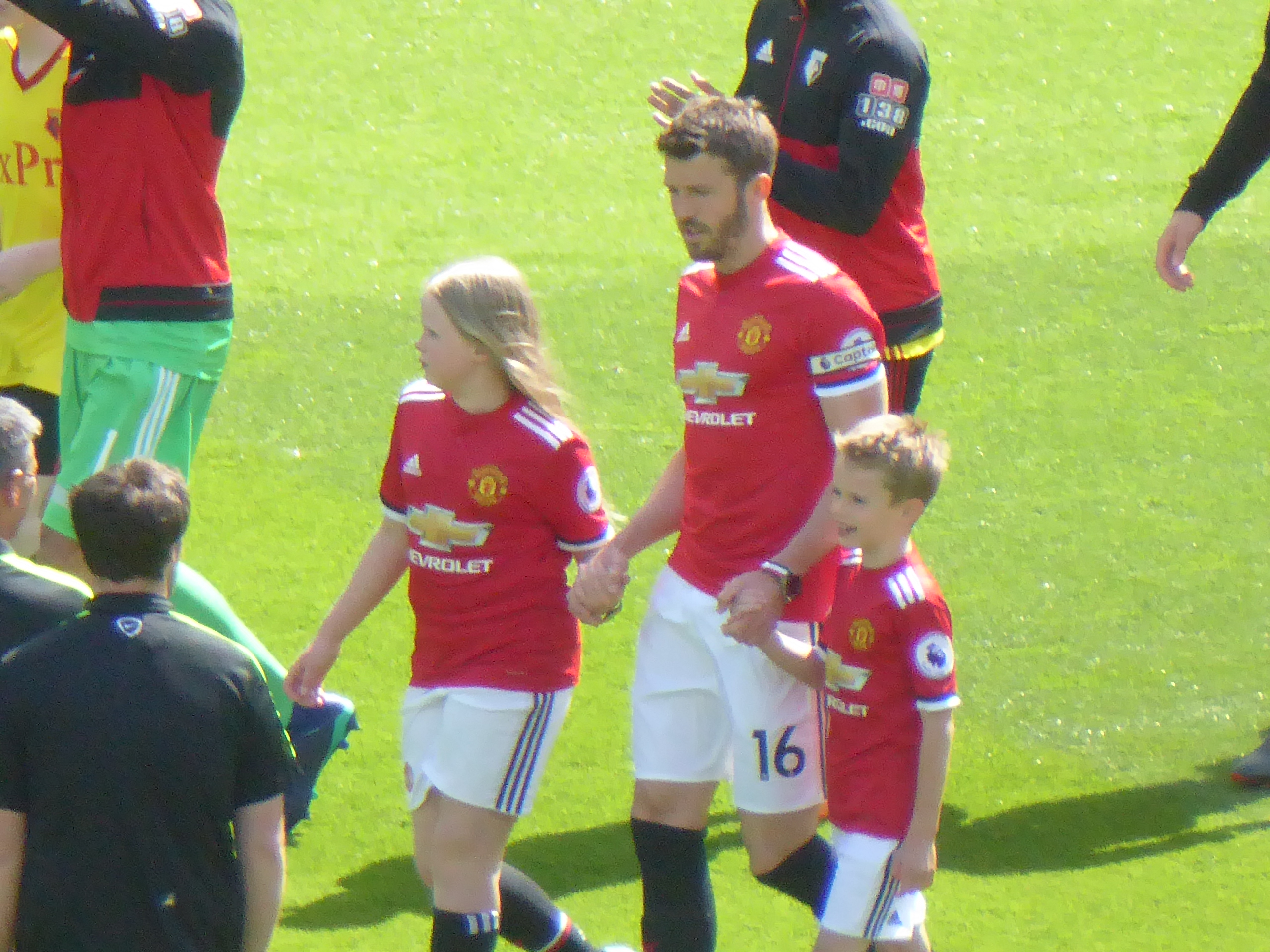
Carrick y sus hijos durante su último partido, el 13 de mayo de 2018

Michael Carrick nació el 28 de julio de 1981 en Wallsend, en el condado de Tyne y Wear. Su padre, Vince, jugó en la reserva del Middlesbrough, y su madre, Lynn, forma parte del Ejército de Salvación. Estudió en la Burnside High School y tiene un hermano mayor llamado Graeme, que durante un tiempo integró el West Ham United. Carrick comenzó su carrera en el Wallsend Boys Club, donde su padre efectuaba trabajos voluntarios, y jugaba torneos de fútbol de cinco. En 1995, participó en un episodio del programa infantil de la BBC Live & Kicking, en el que hizo unas demostraciones con el balón y habló sobre su intención de convertirse en futbolista profesional. Cuando tenía catorce años, un ojeador del West Ham United se fijó en él, de modo que le permitieron entrenar con el club en las vacaciones escolares. Dos años después, lo ficharon.
Carrick se casó con Lisa Roughead el 16 de junio de 2007 y tienen una hija, Louise, y un hijo, Jacey.
En 2018, dijo que desarrolló depresión durante dos años tras perder la final de la Liga de Campeones de la UEFA 2008-09, en la que tuvo complicidad en el primer gol del F. C. Barcelona.